# 요하네스 루트비히 (루지 선수)
요하네스 루트비히(독일어: Johannes Ludwig, 1986년 2월 14일~)는 독일의 은퇴한 루지 선수이다. 올림픽에 2회 참가하여 2022년 동계 올림픽에서 남자 1인승 종목 금메달, 2018년 동계 올림픽에서 남자 1인승 종목에서 동메달을 획득하였다. 또한 세계 선수권 대회에서 금메달 2개, 동메달 1개를 획득했고 루지 월드컵에서 종합 우승을 1회 차지했다.